# 傑·列達蘭
傑·列達蘭（英語：Jay Litherland，1995年8月24日—）是美國的一位游泳運動員，就讀於喬治亞大學。他和他的兄弟在亞特蘭大的迪納摩游泳俱樂部接受訓練。2015年，列達蘭在世界大學生運動會上獲得金牌。他也參加了2017年世界游泳錦標賽等賽事。
列達蘭是一名混血兒，父親是紐西蘭人，母親是日本人。列達蘭兄弟能說流利日語。